# Бадожский Погост
Бадожский Погост — деревня в Вытегорском районе Вологодской области.
Входит в состав Анненского сельского поселения, с точки зрения административно-территориального деления — в Анненский сельсовет.
Расположена на правом берегу реки Ваткома. Расстояние по автодороге до районного центра Вытегры — 60 км, до центра муниципального образования села Анненский Мост — 5 км. Ближайшие населённые пункты — Бессоново, Морозово, Ужла.
По переписи 2002 года население — 73 человека (34 мужчины, 39 женщин). Преобладающая национальность — русские (92 %).
В деревне расположен памятник архитектуры — церковь Рождества Христова.